# Deadly Friend
Deadly Friend (conocida en Hispanoamérica como Obsesión fatal o Amiga mortal) es una película de terror y ciencia ficción estadounidense de 1986 dirigida por Wes Craven y protagonizada por Matthew Laborteaux y Kristy Swanson. Es una adaptación de la novela Friend de Diana Henstell con guion de Bruce Joel Rubin.

## Sinopsis
Paul Conway, un joven con un excepcional talento para la mecánica y la robótica, llega a una pequeña población del Medio Oeste de los Estados Unidos. Vive en su casa con su madre y un robot, llamado BeeBee, fabricado por él mismo con un gran parecido a los humanos. Con el pasar del tiempo se hace buen amigo de su vecina Samantha una chica que es víctima de asesinato por su abusivo y alcohólico padre. 
Incapaz de aceptar la muerte de su nueva amiga, Paul ve una oportunidad de devolverle la vida a Samatha introduciendo el cerebro de su robot en el cadáver de la chica. El experimento tiene éxito y logra que vuelva a la vida. Sin embargo la joven, tras experimentar la resurrección, se transforma en una mujer muy violenta.

## Reparto
| Actor              | Personaje        |
| ------------------ | ---------------- |
| Matthew Laborteaux | Paul Conway      |
| Kristy Swanson     | Samantha Pringle |
| Michael Sharrett   | Tom Toomey       |
| Anne Twomey        | Jeannie Conway   |
| Richard Marcus     | Harry Pringle    |
| Anne Ramsey        | Elvira Parker    |
| Lee Paul           | Sargento Volchek |
| Charles Fleischer  | BB               |
| Russ Marin         | Doctor Johanson  |

## Producción
Originalmente la película se condibió como un thriller de ciencia ficción sin violencia gráfica, con un mayor enfoque en la trama, el desarrollo de los personajes y una oscura historia de amor centrada en los dos personajes principales. Estas características se alejaban notablemente de películas previas de Craven como The Last House on the Left (1972) o The Hills Have Eyes (1977).
Después de que Warner Bros., productora de la película, proyectara el montaje original de Craven en un pase de prueba el público criticó la falta de violencia gráfica y gore presente en sus películas previas. El vicepresidente ejecutivo de Warner Bros., Mark Canton, y los productores exigieron que el guion se reescribiera y se volvieran a filmar escenas, incluyendo escenas de muerte similares a las utilizadas en la película A Nightmare on Elm Street. Debido a las nuevas tomas y reediciones impuestas por el estudio, la película se modificó drásticamente en postproducción, perdiendo gran parte de la trama original, mientras se incluyeron otras escenas incluyendo más muertes espeluznantes y un nuevo final.
Aunque los aficionados han solicitado el lanzamiento comercial de la versión original de Craven en una edición especial Warner Bros. no ha comunicado su intención de publicarla. En abril de 2014 se hizo una petición en línea para el lanzamiento del corte original.